# Гулиев, Ариф Али оглы
Ариф Али оглы Гулиев (азерб. Arif Əli oğlu Quliyev; 16 мая 1950, Али-Байрамлы — 7 мая 2021, Баку) — азербайджанский и советский актёр театра и кино, Народный артист Азербайджана (1993). Лауреат премий «Хумай» (1994) и Золотой дервиш (2006).

## Биография
Ариф Гулиев родился 16 мая 1950 года в городе Али-Байрамлы. В 1968 году окончил факультет «Актёр драмы и кино» Бакинского культурно-просветительского техникума. По назначению был направлен на работу в Мингечаурский государственный драматический театр.
В 1973 году Гулиев поступил на актёрский факультет Азербайджанского государственного университета культуры и искусств, а уже в 1975 году получил приглашение в Азербайджанский государственный академический музыкальный театр.
Ариф Гулиев сыграл также в фильмах «Украли жениха», «Обручальное кольцо», «Привет с того света», «Окно печали», «Мой белый город» и других.

### Болезнь и смерть
26 апреля 2021 года актёр заболел коронавирусом и был подключён к устройству ЭКМО. Находился в отделении реанимации «Yeni Klinika» в Баку, лёгкие актёра были повреждены на 99%. 7 мая 2021 года Ариф Гулиев скончался на 71-м году жизни от коронавируса.

## Награды
- Персональная пенсия Президента Азербайджанской Республики (10 мая 2007)[4]